# Santuario de San José el Patriarca
El Santuario de San José el Patriarca es una iglesia parroquial que se encuentra dentro de la ciudad de Mandaluyong, en el país asiático de las Filipinas. Está a cargo de los Oblatos de San José (OSJ). Es una parroquia que incluye diferentes capillas, la capilla de la Sagrada Familia, la de la Inmaculada Concepción y la del Sagrado Corazón.
Lleva el nombre de su patrono principal, San José, esposo de la Virgen María. Los Santos patronos secundarios incluyen a San José Marello, fundador de los Oblatos de San José y al Sagrado Corazón de Jesús.
Su fiesta principal se celebra el 19 de marzo, solemnidad de San José.